# Nactus eboracensis
Nactus eboracensis este o specie de șopârle din genul Nactus, familia Gekkonidae, descrisă de Macleay 1877. Conform Catalogue of Life specia Nactus eboracensis nu are subspecii cunoscute.